# Calvaire des chiens
Calvaire des chiens ist der fünfte Roman des französischen Autors François Bon und erschien 1990.
Der Roman handelt von den Erlebnissen eines kleinen deutsch-französischen Filmteams, das in den französischen Cévennen in einem verlassenen Dorf Nachforschungen über einen Mann anstellt, der auf einem verlassenen Hof zahlreiche von ihren Besitzern ausgesetzte Hunde hält und schließlich beginnt, sie zu töten.
Der Titel des Romans spielt auf die ursprüngliche Bedeutung des Wortes calvaire (dt. Kalvarienberg) an und bezieht sich im Roman auf das verlassene Dorf und die dort getöteten und vergrabenen Hunde.

## Inhalt

### Handlung
Jacques Barbin, ein französischer Schriftsteller, verbringt das Jahr vor dem Fall der Mauer in Berlin. Er ist als Drehbuchautor an einem Filmprojekt beteiligt, das von einem Filmemacher aus Osteuropa geleitet wird. Barbin arbeitet mit dem deutschen Schriftsteller Andreas Herlitz zusammen.
Gemeinsam erarbeiten sie eine Geschichte, inspiriert von einem fait divers, der im vorangegangenen Sommer die Aufmerksamkeit von Barbin auf sich gezogen hatte: Ein junges Paar, Louis-Marie Raymond und seine Freundin, lebte in einem verlassenen Dorf in den französischen Cevennen. Es verdiente sich seinen Lebensunterhalt durch die Pflege von Hunden, deren Besitzer sie nicht mehr behalten wollten. Da sie bald mit der stetig wachsenden Zahl von Hunden überfordert waren, begann der junge Mann die Hunde zu töten, während seine Freundin das Dorf verließ.
Zur Vorbereitung der Dreharbeiten fährt das Filmteam in die Cevennen und trifft dort auf den jungen Mann sowie auf Étienne Hozier, einen verrückten älteren Mann, der ebenfalls weiterhin in dem verlassenen Dorf lebt. Nach und nach tauchen die Filmleute in die ganze Tragik der Geschichte ein, die sich hinter dem fait divers verbirgt. Die Schauspielerin, die die Freundin Louis-Maries spielen sollte, weigert sich schließlich, an dem Projekt teilzunehmen. Zunächst kehrt das Filmteam nach Berlin zurück. Dann wird Barbin gekündigt, woraufhin er Berlin verlässt und wieder nach Frankreich fährt. Dort erzählt er einem Freund in langen Gesprächen von seinen Erlebnissen.

### Themen
Zunächst einmal thematisiert der Roman in vielfacher Hinsicht die Einsamkeit der Protagonisten, sei es Barbin in Berlin oder Raymond in dem verlassenen Dorf.
Darüber hinaus thematisiert Calvaire des chiens in vielfältiger Weise das Kino: Es spielt auf der Ebene der Handlung, aber auch in Form von Reflexionen über die Beziehung von Literatur und Film und bis in die literarische Ästhetik des Romans selbst eine wichtige Rolle. In der Tat kann man den Roman als eine Reflexion über die Beziehungen von Realem, Wahrnehmung und künstlerischer Repräsentation verstehen. Sowohl die Frage der Authentizität von Schrift und Bild als auch die der Rezeption von Büchern und Filmen werden reflektiert. Dies geschieht nicht nur durch die besondere Erzählweise (siehe unten), sondern insbesondere auch durch die besondere Rolle des Kinos im Roman. Dominique Viart fasst diese Problematik folgendermaßen zusammen:
„Jenseits der 'Geschichte', die der Roman erzählt, überzeugt Calvaire des chiens vor allem durch die Weise, wie diese Geschichte präsentiert wird: durch das Prisma der Nachforschungen und des Filmprojekts, die dazu führen, dass jede Wahrnehmung und jede verstehende Auseinandersetzung mit dem Realen hinterfragt werden. Das Zusammentreffen, ja die Konfrontation, zwischen dem 'Rohmaterial' des fait divers und der Repräsentation, die man beginnt, davon anzufertigen, eröffnet einen Raum für eine Kritik des künstlerischen Aktes selbst.“

## Erzählweise
Der Romantext besteht aus einer langen Unterhaltung zwischen Barbin (dem Protagonisten) und seinem Freund, so als ob letzterer sie niedergeschrieben habe. Aus den Gesprächen, deren Gegenstand immer wieder zwischen der Zeit in Berlin und dem Aufenthalt in den Cevennen wechselt, entnimmt der Leser daher sowohl den Verlauf von Barbins allmählichem Verständnis des fait divers, die Fortschritte bei der Arbeit an dem Drehbuch und, dadurch vermittelt, die Geschichte um Louis-Marie und das verlassene Dorf. Daraus ergibt sich die besondere Erzählweise des Romans, die darin besteht, dass die Stimmen der zahlreichen Personen, die zu Wort kommen, sich nicht unverbunden abzuwechseln, sondern in der Stimme des übergeordneten Erzählers überlagern. Evelyne Sinassamy spricht davon, dass diese Einschübe im Text wie ein Schlagzeug oder ein Trommelrhythmus wiederkehren. Durch diese Erzählsituation wird der hohe Vermittlungsgrad der Romanhandlung in den Vordergrund gestellt, was wiederum eine Reflexion über die Beziehung von Realität und Fiktion begründet. Dominique Viart schreibt hierzu: „Es geht darum, dem Leser nie das Eintauchen in die erzählte Geschichte zu erlauben, außer in dem Bewusstsein der Vermittlung und Brechung, an die immer wieder erinnert wird.“

## Hintergrundinformationen

### Entstehungskontext
Der Roman entstand in der Folge eines einjährigen Aufenthalts in West-Berlin und ist von den Berliner Eindrücken geprägt. Die Schreibphase begann dann aber erst nach der Rückkehr in die französische Vendée. Nach dem Fall der Mauer, mit dem die historische Situation sich so radikal gewandelt hatte, schien das Buch keinen Sinn mehr zu machen: "le bouquin n'avait plus de sens", erklärt Bon in einem Interview. Auf Drängen seines Verlegers Jérôme Lindon bei den Editions de Minuit entschied sich Bon dann aber doch für eine Überarbeitung und die anschließende Veröffentlichung.
Im gleichen Zeitraum wie Calvaire des chiens und ebenfalls teilweise in Berlin entsteht ein umfangreicher Essay mit dem Titel La Folie Rabelais (1990). Eine Kurzgeschichte mit dem Titel "Berlin, l'île sans mur" thematisiert ebenfalls Berlin.

### Einordnung ins Gesamtwerk
Calvaire des chiens ist François Bons fünfter Roman. Obwohl der Roman sich an der Oberfläche mit Berlin und den Cévennen neue Gegenstandsbereiche erschließt, bleibt er dem Prinzip treu, den wenig beachteten Dingen und Menschen Aufmerksamkeit zu widmen.
Eine Neuerung gegenüber den vorigen Romanen liegt auch darin, dass die Reflexion über die Repräsentation des Realen, die bei François Bon von Beginn an eine wichtige Rolle spielt, in Calvaire des chiens anders als in den vorigen Romanen anhand des Mediums Film eingebunden wird (siehe oben). Dies hat der Roman zudem mit dem einige Jahre später erschienenen Roman Un fait divers (1994) gemeinsam. Für Wolfgang Asholt ist der Roman vor allem eine Kritik und eine Dekonstruktion des Romans im Roman selbst" und repräsentiert daher eine entscheidende Etappe in der Entwicklung von Bons Werk, weg vom Roman und hin zur Erzählung.
Auch hat der Roman einen wichtigen Stellenwert im Gesamtwerk, weil er in formaler Hinsicht im Verhältnis zu den vorangegangenen Romanen zugleich „einen Abschluss und einen Neuanfang“ repräsentiert. Seine besondere Erzählweise lässt sich als Weiterentwicklung aus den drei vorausgegangenen Romanen François Bons erklären, aus der letztlich aber eine neue Etappe in François Bons Werk resultiert. Wie Limite (dt. Limit), Le Crime de Buzon und Décor ciment zeichnet sich auch Calvaire des chiens durch den ständigen Wechsel der Schauplätze und seine chronologische Ungeordnetheit aus. Die vorangegangenen Romane (mit Ausnahme von Sortie d’usine) hatten jedoch keinen zentralen Erzähler, sondern bestanden aus einem Chor von Monologen, aus deren Zusammenführung sich die Geschichte wie ein Puzzle ergab. Die Einbettung der verschiedenen Stimmen in die Stimme des übergeordneten Erzählers vermittelt den Eindruck einer größeren Einheit und Bestimmtheit der Erzählung, die jedoch von einer komplexen Zeitstruktur und der Vielzahl der Sprecherstimmen unterlaufen werden.

### Rezeption und Wirkung
Der Roman wurde unmittelbar nach Erscheinen ausführlich rezensiert und später in Frankreich sowie in Deutschland in wissenschaftlichen Publikationen behandelt (siehe Literatur). Eine deutsche Übersetzung liegt bislang nicht vor, obwohl es sich im Grunde um einen deutsch-französischen Roman handelt, in dem Berlin eine wichtige Rolle spielt.

## Textausgabe
- Calvaire des chiens. Paris: Minuit, 1990. (Originalausgabe)

### Artikel
- Asholt, Wolfgang. „Calvaire des chiens, un dernier roman ?“, in Dominique Viart et Jean-Bernard Vray (ed.), François Bon, éclats de réalité, Saint-Étienne: Publications de l’Univ. Saint-Étienne, 2010, S. 283–292.
- Asholt, Wolfgang. „Trauerarbeit der Moderne: François Bon“. In: Der französische Roman der achtziger Jahre. Darmstadt: Wissenschaftliche Buchgesellschaft, 1994, S. 113–151, dort S. 138–151.
- Viart, Dominique. „‘Théâtre d'images’. L’esthétique de François Bon d’après Calvaire des chiens.“ In: Roman et Cinéma. Lille: Roman 20–50, 1996, S. 103–123. (Zusätzlich online (PDF; 228 kB) verfügbar.)
- Viart, Dominique. François Bon, étude de l'œuvre. Paris: Bordas, 2008. (Das Kapitel "Repenser la littérature", S. 46–69 behandelt unter anderem Calvaire des chiens.)

### Rezensionen (Auswahl)
- Evelyne Sinassamy. „'Je parle d'une ville qui a disparu' : Calvaire des Chiens de François Bon“. In: Lendemains 16.62, 1991, S. 93–96.
- Claude Prévost. "Une prose de haut vol". In: L’Humanité, 17. Oktober 1990. (Auch online verfügbar.)
- René de Cecatty. "La Folie Bon". In: Le Monde, 28. September 1990, S. 24.